# ديفيد بي. باركلي
ديفيد بي. باركلي (بالإنجليزية: David B. Barkley)‏ هو عسكري أمريكي، ولد في 31 مارس 1899 في لاريدو في الولايات المتحدة، وتوفي في 9 نوفمبر 1918 في نهر الميز في هولندا بسبب غرق.